# Clichy-Echecs 92
Clichy-Echecs 92 – francuski klub szachowy z siedzibą w Clichy, piętnastokrotny mistrz kraju, srebrny medalista Pucharu Europy w 2022 roku.

## Historia
Klub został założony w 1981 roku. Początkowo funkcjonował pod nazwą CS Clichy. W 1985 roku zdobył pierwszy tytuł mistrza Francji. W sezonie 1985/1986 zespół zadebiutował w Pucharze Europy, odpadając w drugiej rundzie z radzieckim Trudem. W 1987 roku zespół wygrał pierwszy raz w swojej historii Puchar Francji, a w latach 1987–1989 trzykrotnie z rzędu zdobył tytuł mistrzowski. W 1993 roku w rozgrywkach Pucharu Europy zespół wygrał fazę grupową, a w fazie finałowej został sklasyfikowany na szóstym miejscu. W 1996 roku klub ponownie awansował do fazy finałowej, w której zajął szesnaste miejsce. W latach 1996–1997 CS Clichy triumfował w mistrzostwach kraju. Pod koniec lat 90. nastąpiła zmiana nazwy klubu na Clichy-Echecs 92. W sezonach 1999–2000 zespół ponownie zdobył mistrzowski tytuł. W sezonie 2006 klub zajął ósme miejsce w Pucharze Europy, a w kolejnym roku był dwunasty. W sezonach 2007–2008 oraz 2012–2014 Clichy-Echecs 92 wygrał Top 16. W 2013 roku klub zajął czwarte miejsce w europejskich rozgrywkach, za G-Teamem Nový Bor, Małachitem Jekaterynburg i SOCAR-Azerbaijan. W latach 2016–2017 zespół ponownie zdobył tytuł mistrza kraju. W 2022 roku klub zajął drugie miejsce w Pucharze Europy, nie przegrywając żadnego meczu (pięć zwycięstw, dwa remisy).

## Zawodnicy
Zawodnikami klubu byli m.in.:

- Michael Adams[10]
- Bassem Amin[11]
- Manuel Apicella[12]
- Amir Bagheri[13]
- Christian Bauer[14]
- Silvia Collas[15]
- Stuart Conquest[12]
- Alberto David[15]
- Jean-Marc Degraeve[12]
- Axel Delorme[16]
- Romain Édouard[17]
- Pawło Eljanow[18]
- Glenn Flear[19]
- Laurent Fressinet[17]
- Tigran Gharamian[20]
- Pauline Guichard[21]
- Michaił Gurewicz[10]
- Wladimir Hakopian[15]
- Hicham Hamdouchi[16]
- Jon Ludvig Hammer[22]
- Inna Haponenko[23]
- Mark Hebden[24]
- Wasyl Iwanczuk[25]
- Dmitrij Jakowienko[17]
- Jean-René Koch[12]
- Aleksandra Kostieniuk[26]
- Maxime Lagarde[27]
- Joël Lautier[24]
- Fabien Libiszewski[11]
- Parham Maghsudlu[28]
- Maksim Matłakow[29]
- Sébastien Mazé[27]
- Sophie Milliet[30]
- Arkadij Naiditsch[30]
- Igor-Alexandre Nataf[31]
- Liviu-Dieter Nisipeanu[13]
- Yannick Pelletier[13]
- Éric Prié[19]
- Fy Antenaina Rakotomaharo[11]
- Richárd Rapport[32]
- Éloi Relange[12]
- Olivier Renet[33]
- Matthew Sadler[10]
- Almira Skripczenko[34]
- Wesley So[25]
- Ivan Sokolov[15]
- Antoaneta Stefanowa[13]
- Władisław Tkaczow[22]
- Paweł Tregubow[35]
- Maxime Vachier-Lagrave[25]
- Jorden van Foreest[21]
- Loek van Wely[36]
- Daniele Vocaturo[37]
- Radosław Wojtaszek[21]